# Pætursfjall, Streymoy
Pætursfjall är ett berg i Färöarna (Kungariket Danmark).   Det ligger i sýslan Streymoyar sýsla, i den norra delen av landet, 30 km nordväst om huvudstaden Tórshavn. Toppen på Pætursfjall är 613 meter över havet. Pætursfjall ligger på ön Streymoy.
Terrängen runt Pætursfjall är kuperad. Havet är nära Pætursfjall västerut. Runt Pætursfjall är det ganska tätbefolkat, med 58 invånare per kvadratkilometer. Närmaste större samhälle är Vestmanna, 6,9 km söder om Pætursfjall. Trakten runt Pætursfjall består i huvudsak av gräsmarker.